# Timbits

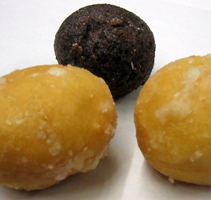
Timbits de diferentes elaboraciones.

Los timbits son unos pequeños dónuts en formas de pequeña bola de marca registrada muy típicos en Canadá. Se comercializan en la cadena de restaurantes de Tim Hortons. Se trata de pequeñas masas procedentes de la elaboración de los dónuts, de sus agujeros, de los retazos sobrantes, etc. Fue introducido por primera vez en abril de 1976, poco tiempo después del fallecimiento de Tim Horton en 1974 y hoy en día están disponibles en cada cadena en una variada selección de rellenos: chocolate, fresa, miel, compotas, etc.

## Variantes
Otras cadenas en Estados Unidos venden productos virtualmente idénticos, a menudo llamados doughnut holes ("agujeros de donuts"). Sin embargo los timbits de Tim Hortons' han calado en la cultura canadiense tanto que puede decirse que forman parte de su identidad,[cita requerida] y a menudo se emplea el término como nombre genérico para productos semejantes que pueden comprarse en otras cadenas. En EE. UU. se suelen denomina también munchkins con la marca Dunkin' Donuts.

## Rivales
- Country Style Donuts - Country Bits
- Krispy Kreme y Randy's Donuts - Doughnut
- Shipley's - Do-Nut Holes
- Honey Dew Donuts - Dew Drops
- Donut Diner - mini donuts